# Gianluca Pellegrino
Gianluca Pellegrino (Buenos Aires, 3 de enero de 1993) es un basquetbolista argentino que se desempeña como base en el Canicatti Grapes que disputa de la Divisione Regionale de Italia. Es hijo de Vicente Pellegrino y hermano de Maximiliano Pellegrino, quienes también jugaron profesionalmente al básquetbol.

## Trayectoria
Pellegrino se formó en la cantera del Club Ciudad de Buenos Aires, pasando luego por las filas de Ferro, Villa General Mitre e ICD Pedro Echagüe. En ese último club sufrió una severa fractura en la tibia y el peroné, la cual lo dejó fuera de competición por varios meses y le impidió formar parte de la preselección del combinado nacional de básquetbol sub-17 de Argentina que se estaba preparando para disputar el Campeonato Mundial de Baloncesto Sub-17 de 2010.
Ya recuperado hizo su debut con el equipo mayor del ICD Pedro Echagüe, siendo una de las figuras del plantel que consiguió el ascenso al Torneo Federal de Básquetbol en 2011. Tras una temporada en la tercera división tuvo la oportunidad de disputar el Torneo Nacional de Ascenso con el club Ciudad de Bragado. 
Pellegrino fue convocado por el área de básquetbol del club San Lorenzo de Almagro en 2013, formando un equipo para jugar el Torneo Prefederal en el que también estaban Jonathan Maldonado, Kevin Hernández y Diego Romero. Luego de esa experiencia retornó al TNA como ficha juvenil de Monte Hermoso Basket. Sin embargo, a mitad de temporada, rescindió su contrato y volvió al Torneo Federal de Básquetbol para incorporarse a Ferro.
A mediados de 2014 se unió a River Plate, otro equipo de la tercera categoría del básquetbol profesional argentino. Allí coincidió nuevamente con su hermano Maximiliano Pellegrino, con quien ya había jugado en ICD Pedro Echagüe y San Lorenzo de Almagro. Al terminar su primera temporada con el club, volvió a disputar el Torneo Prefederal, pero está vez como capitán de Institución Sarmiento.
Pellegrino se consolidó como titular en River Plate en las siguientes cinco temporadas, y volvió a reforzar a Institución Sarmiento en la Liga Metropolitana de 2019, siendo elegido parte del quinteto ideal del torneo.
En noviembre de 2020, ante la inactividad del básquetbol profesional en la Argentina, tomó la decisión de migrar a Europa. Consiguió ingresar al CB Roque Grande Valsequillo como ficha extranjera, donde volvería a formar dupla con su hermano. 
En 2024 pasó al CB Aridane de la Tercera FEB, pero a mitad de temporada dejó España para unirse al ASD Canicatti Grapes de la Divisione Regionale 2 de Italia, el séptimo escalón del sistema de ligas del país.

### Clubes
| Club                        | País      | Año           |
| --------------------------- | --------- | ------------- |
| ICD Pedro Echagüe           | Argentina | 2010 - 2012   |
| Ciudad de Bragado           | Argentina | 2012 - 2013   |
| San Lorenzo                 | Argentina | 2013          |
| Monte Hermoso Basket        | Argentina | 2013 - 2014   |
| Ferro                       | Argentina | 2014          |
| River Plate                 | Argentina | 2014 - 2015   |
| Institución Sarmiento       | Argentina | 2015          |
| River Plate                 | Argentina | 2015 - 2019   |
| Institución Sarmiento       | Argentina | 2019          |
| River Plate                 | Argentina | 2019-2020     |
| CB Roque Grande Valsequillo | España    | 2020-2024     |
| CB Aridane                  | España    | 2024          |
| Canicatti Grapes            | Italia    | 2025-presente |

## Estadísticas

### Totales
- Actualizado hasta el 22 de octubre de 2016.

| Club                             | Temporada | Liga  | PJ | MIN  | PTS  | 2PM | 2PL | 3PM | 3PL | 1PM | 1PL | RO | RD | RT | ASI | ROB | BLO | FAL |
| -------------------------------- | --------- | ----- | -- | ---- | ---- | --- | --- | --- | --- | --- | --- | -- | -- | -- | --- | --- | --- | --- |
| Echagüe Argentina                | 2011-2012 | TF    | ?  | ?    | ?    | ?   | ?   | ?   | ?   | ?   | ?   | ?  | ?  | ?  | ?   | ?   | ?   | ?   |
| Echagüe Argentina                | Total     | Total | ?  | ?    | ?    | ?   | ?   | ?   | ?   | ?   | ?   | ?  | ?  | ?  | ?   | ?   | ?   | ?   |
| Club Ciudad de Bragado Argentina | 2012-2013 | TNA   | 24 | 393  | 131  | 33  | 61  | 12  | 41  | 29  | 48  | 11 | 28 | 39 | 26  | 10  | 1   | 44  |
| Club Ciudad de Bragado Argentina | Total     | Total | 24 | 393  | 131  | 33  | 61  | 12  | 41  | 29  | 48  | 11 | 28 | 39 | 26  | 10  | 1   | 44  |
| San Lorenzo Argentina            | 2013      | FRBCF | ?  | ?    | ?    | ?   | ?   | ?   | ?   | ?   | ?   | ?  | ?  | ?  | ?   | ?   | ?   | ?   |
| San Lorenzo Argentina            | Total     | Total | ?  | ?    | ?    | ?   | ?   | ?   | ?   | ?   | ?   | ?  | ?  | ?  | ?   | ?   | ?   | ?   |
| Monte Hermoso Basket Argentina   | 2013-2014 | TNA   | 11 | 133  | 42   | 9   | 18  | 8   | 13  | 0   | 2   | 2  | 17 | 19 | 7   | 4   | 1   | 18  |
| Monte Hermoso Basket Argentina   | Total     | Total | 11 | 133  | 42   | 9   | 18  | 8   | 13  | 0   | 2   | 2  | 17 | 19 | 7   | 4   | 1   | 18  |
| Ferro Argentina                  | 2013-2014 | TF    | ?  | ?    | ?    | ?   | ?   | ?   | ?   | ?   | ?   | ?  | ?  | ?  | ?   | ?   | ?   | ?   |
| Ferro Argentina                  | Total     | Total | ?  | ?    | ?    | ?   | ?   | ?   | ?   | ?   | ?   | ?  | ?  | ?  | ?   | ?   | ?   | ?   |
| River Plate Argentina            | 2014-2015 | TF    | ?  | ?    | ?    | ?   | ?   | ?   | ?   | ?   | ?   | ?  | ?  | ?  | ?   | ?   | ?   | ?   |
| River Plate Argentina            | 2015-2016 | TF    | ?  | ?    | ?    | ?   | ?   | ?   | ?   | ?   | ?   | ?  | ?  | ?  | ?   | ?   | ?   | ?   |
| River Plate Argentina            | 2016-2017 | TF    | 0  | 36,3 | 10.2 | 0   | 8   | 1   | 6   | 2   | 2   | 2  | 1  | 3  | 1   | 0   | 0   | 9   |
| River Plate Argentina            | Total     | Total | ?  | ?    | ?    | ?   | ?   | ?   | ?   | ?   | ?   | ?  | ?  | ?  | ?   | ?   | ?   | ?   |
| Total                            | Total     | Total | ?  | ?    | ?    | ?   | ?   | ?   | ?   | ?   | ?   | ?  | ?  | ?  | ?   | ?   | ?   | ?   |

### Promedio
- Actualizado hasta el 22 de octubre de 2016.

| Club                             | Temporada | Liga  | PJ | MPP  | PPP | 2P% | 3P% | 1P% | RO  | RD  | RT  | ASI | ROB | BLO | FAL |
| -------------------------------- | --------- | ----- | -- | ---- | --- | --- | --- | --- | --- | --- | --- | --- | --- | --- | --- |
| Echagüe Argentina                | 2011-2012 | TF    | ?  | ?    | ?   | ?   | ?   | ?   | ?   | ?   | ?   | ?   | ?   | ?   | ?   |
| Echagüe Argentina                | Total     | Total | ?  | ?    | ?   | ?   | ?   | ?   | ?   | ?   | ?   | ?   | ?   | ?   | ?   |
| Club Ciudad de Bragado Argentina | 2012-2013 | TNA   | 24 | 16,4 | 6,5 | 54% | 29% | 60% | 0,5 | 1,2 | 1,6 | 3,1 | 0,4 | 0   | 3,8 |
| Club Ciudad de Bragado Argentina | Total     | Total | 24 | 16,4 | 7,5 | 54% | 29% | 60% | 0,5 | 1,2 | 1,6 | 3,1 | 0,4 | 0   | 3,8 |
| San Lorenzo Argentina            | 2013      | FRBCF | ?  | ?    | ?   | ?   | ?   | ?   | ?   | ?   | ?   | ?   | ?   | ?   | ?   |
| San Lorenzo Argentina            | Total     | Total | ?  | ?    | ?   | ?   | ?   | ?   | ?   | ?   | ?   | ?   | ?   | ?   | ?   |
| Monte Hermoso Basket Argentina   | 2013-2014 | TNA   | 11 | 15,1 | 4,8 | 50% | 62% | 0%  | 0,2 | 3,5 | 2,7 | 0,6 | 0,4 | 0,1 | 3,6 |
| Monte Hermoso Basket Argentina   | Total     | Total | 11 | 15,1 | 4,8 | 50% | 62% | 0%  | 0,2 | 3,5 | 1,7 | 0,6 | 0,4 | 0,1 | 3,6 |
| Ferro Argentina                  | 2013-2014 | TF    | ?  | ?    | ?   | ?   | ?   | ?   | ?   | ?   | ?   | ?   | ?   | ?   | ?   |
| Ferro Argentina                  | Total     | Total | ?  | ?    | ?   | ?   | ?   | ?   | ?   | ?   | ?   | ?   | ?   | ?   | ?   |
| River Plate Argentina            | 2014-2015 | TF    | ?  | ?    | ?   | ?   | ?   | ?   | ?   | ?   | ?   | ?   | ?   | ?   | ?   |
| River Plate Argentina            | 2015-2016 | TF    | ?  | ?    | ?   | ?   | ?   | ?   | ?   | ?   | ?   | ?   | ?   | ?   | ?   |
| River Plate Argentina            | 2016-2017 | TF    | 30 | 36,1 | 30  | 50% | 47% | 80% | 2   | 4,5 | 4,5 | 3,5 | 0   | 0   | 4,5 |
| River Plate Argentina            | Total     | Total | ?  | ?    | ?   | ?   | ?   | ?   | ?   | ?   | ?   | ?   | ?   | ?   | ?   |
|                                  |           |       |    |      |     |     |     |     |     |     |     |     |     |     |     |
| Total                            | Total     | Total | ?  | ?    | ?   | ?   | ?   | ?   | ?   | ?   | ?   | ?   | ?   | ?   | ?   |

## Palmarés

### Campeonatos nacionales
- Actualizado hasta el 22 de octubre de 2016.

| Título             | Club                        | País      | Año  |
| ------------------ | --------------------------- | --------- | ---- |
| Ascenso a TFB      | ICD Pedro Echagüe           | Argentina | 2011 |
| Ascenso a TFB      | San Lorenzo                 | Argentina | 2013 |
| Ascenso a Liga EBA | CB Roque Grande Valsequillo | España    | 2022 |